# Marianowo (Międzychód)
Pour les articles homonymes, voir Marianowo.
Marianowo (prononciation : [marjaˈnɔvɔ]) est un village polonais de la gmina de Sieraków dans le powiat de Międzychód de la voïvodie de Grande-Pologne dans le centre-ouest de la Pologne.
Il se situe à environ 3 kilomètres au nord-ouest de Sieraków (siège de la gmina), 15 kilomètres au nord-est de Międzychód (siège du powiat), et à 65 kilomètres au nord-ouest de Poznań (capitale de la Grande-Pologne).

## Histoire
De 1975 à 1998, le village faisait partie du territoire de la voïvodie de Poznań.

Depuis 1999, Marianowo est situé dans la voïvodie de Grande-Pologne.
Le village possède une population de 127 habitants en 2012.